# Italian Baseball Series
Le Italian Baseball Series sono le finali del massimo campionato italiano di baseball, chiudono i play off e dunque la stagione della Italian Baseball League e
decretano la squadra campione, alla quale viene assegnato lo scudetto.
La prima serie fu giocata nel 1986 e fu vinta dal Bbc Grosseto. Prima di quella edizione, il massimo campionato di baseball era sempre stato giocato con la formula del girone unico o di una poule scudetto dopo la prima fase a gironi. Attualmente la serie è al meglio delle 7 partite (vince la squadra che arriva per prima a 4 vittorie); la serie di incontri
segue la formula 2-3-2, iniziando e finendo in casa della squadra meglio classificata nella regular season. La denominazione Italian Baseball Series fu adottata ufficialmente a partire dalla stagione 2007, precedentemente la serie era chiamata semplicemente finale scudetto.

## L'introduzione dei playoff e le Italian Baseball Series
In Italia si disputa un campionato di baseball dal 1948. Per la verità, in 2 occasioni se ne disputarono 2: nel 1949 (prima della nascita dell'attuale Federazione, riconosciuta dal CONI nel 1953, operavano 2 organizzazioni indipendenti che disputarono 2 campionati concorrenti) e nel 1958 (le squadre romane e il Nettuno disputarono il cosiddetto Torneo d'Oro, ritendosi troppo superiori alle altre squadre). 
L'introduzione dei play-off venne decisa dal Consiglio Federale guidato da Aldo Notari. La finale è sempre stata giocata al meglio delle 4 vittorie su 7 partite a parte in 4 stagioni (1991, 1992, 1993 e 2013) in cui fu disputata una serie al meglio delle 3 vittorie su 5 partite.

## La storia delle Italian Baseball Series
| Edizione | Vincitore            | Avversario           | Risultato | Risultati delle gare                    | Gare giocate |
| 1986     | Grohe Grosseto       | Trevi Rimini         | 4-3       | 4-0, 11-10, 0-3, 12-2, 2-11, 2-1, 2-7   | 7            |
| 1987     | Trevi Rimini         | Grohe Grosseto       | 4-1       | 3-2, 1-5, 10-1, 6-3, 1-0                | 5            |
| 1988     | Rimini               | SCAC Nettuno         | 4-0       | 12-3, 7-3, 4-5, 1-5                     | 5            |
| 1989     | Rimini               | Grohe Grosseto       | 4-0       | 7-12, 8-3, 2-1, 5-0, 0-3, 9-2           | 6            |
| 1990     | SCAC Nettuno         | Rimini               | 4-0       | 2-1, 3-5, 6-3, 13-1, 4-1, 10-7, 2-3     | 7            |
| 1991     | Parma                | Verona               | 3-0       | 5-3, 15-9, 9-1                          | 5            |
| 1992     | Italeri Bologna      | Rimini               | 3-0       | 1-2, 4-7, 0-2                           | 5            |
| 1993     | Rimini               | Nettuno              | 3-2       | 4-1, 1-5, 2-3, 8-2, 4-1                 | 5            |
| 1994     | Parma                | Nettuno              | 4-1       | 8-2, 6-10, 3-11, 4-3, 10-9              | 5            |
| 1995     | Parma                | Nettuno              | 4-1       | 3-5, 1-11, 3-2, 5-2, 16-4               | 5            |
| 1996     | Nettuno              | Parma                | 4-2       | 9-4, 18-9, 4-1, 4-8, 13-2, 10-7         | 5            |
| 1997     | Parma                | Nettuno              | 4-2       | 4-3, 21-23, 10-4, 2-3, 4-11, 12-7, 9-0  | 7            |
| 1998     | Caffè Danesi Nettuno | Semenzato Rimini     | 4-1       | 4-3, 16-11, 3-5, 11-4, 2-1              | 5            |
| 1999     | Semenzato Rimini     | Caffè Danesi Nettuno | 4-3       | 4-1, 10-0, 0-4, 0-6, 3-4, 9-0, 9-8      | 7            |
| 2000     | Semenzato Rimini     | Caffè Danesi Nettuno | 4-0       | 10-3, 3-2, 7-6, 5-2                     | 4            |
| 2001     | Caffè Danesi Nettuno | Semenzato Rimini     | 4-2       | 0-2, 1-7, 4-7, 1-4, 2-1, 2-4            | 6            |
| 2002     | Semenzato Rimini     | Caffè Danesi Nettuno | 4-1       | 6-4, 5-4, 7-6, 0-3, 5-0                 | 5            |
| 2003     | Italeri Bologna      | Modena Baseball      | 4-1       | 5-4, 4-3, 4-13, 13-3, 8-3               | 5            |
| 2004     | Prink Grosseto       | Italeri Bologna      | 4-2       | 3-0, 4-5, 2-1, 3-1, 5-9, 8-3            | 6            |
| 2005     | Italeri Bologna      | T&A San marino       | 4-3       | 4-0, 4-5, 14-6, 0-2, 6-7, 9-2, 2-0      | 7            |
| 2006     | Telemarket Rimini    | Montepaschi Grosseto | 4-1       | 3-2, 1-6, 6-1, 1-0, 2-1                 | 5            |
| 2007     | Montepaschi Grosseto | Caffè Danesi Nettuno | 4-3       | 3-0, 3-5, 7-0, 0-4, 3-4, 4-3, 5-4       | 7            |
| 2008     | T&A San marino       | Caffè Danesi Nettuno | 4-3       | 7-1, 3-4, 5-4, 4-3, 8-10, 3-4, 7-5      | 7            |
| 2009     | Unipol Bologna       | T&A San marino       | 4-1       | 2-1, 1-3, 4-3, 17-7, 16-2               | 5            |
| 2010     | Cariparma Parma      | Unipol Bologna       | 4-3       | 1-2, 3-7, 6-0, 7-5, 1-5, 7-4, 2-1       | 7            |
| 2011     | T&A San marino       | Caffè Danesi Nettuno | 4-3       | 11-12, 3-10, 5-2, 10-7, 7-11, 7-2, 10-1 | 7            |
| 2012     | T&A San marino       | Telemarket Rimini    | 4-2       | 8-5, 2-0, 7-3, 2-3, 2-8, 5-4            | 6            |
| 2013     | T&A San marino       | Telemarket Rimini    | 3-2       | 1-4, 7-11, 4-2, 3-0, 4-1                | 5            |
| 2014     | UnipolSai Bologna    | Rimini               | 4-3       | 5-6, 7-3, 2-3, 12-7, 0-4, 8-1, 4-0      | 7            |
| 2015     | Rimini               | UnipolSai Bologna    | 4-0       | 2-1, 7-3, 3-0, 7-0                      | 4            |
| 2016     | UnipolSai Bologna    | Rimini               | 4-2       | 6-2, 3-5, 5-4, 4-3, 2-8, 2-0            | 6            |
| 2017     | Rimini               | T&A San marino       | 3-0       | 2-1, 15-5, 2-1                          | 3            |
| 2018     | UnipolSai Bologna    | ParmaClima           | 3-1       | 14-1, 10-3, 1-9, 4-3 (11)               | 4            |
| 2019     | UnipolSai Bologna    | San Marino           | 3-0       | 3-1, 6-5, 4-0                           | 3            |
| 2020     | UnipolSai Bologna    | San Marino           | 4-3       | 0-10, 7-4, 1-5, 4-0, 11-8, 1-6, 6-5     | 7            |